# Kuolionsaari (ö i Saarijärvi)
Kuolionsaari är en liten ö i Finland. Ordet kuolionsaari avser antagligen att ön har varit begravningsplats. Ön ligger i sjön Kiesimenjärvi och i kommunen Saarijärvi och landskapet  Mellersta Finland. Öns area är 7,6 hektar och dess största längd är 0,5 kilometer i sydöst-nordvästlig riktning.